# Moacir Dalla
Moacyr Dalla (Colatina, 10 de março de 1927 - Guarapari, 20 de agosto de 2006) foi um político brasileiro, com atuação no estado do Espírito Santo. Foi presidente do Senado Federal de 1983 a 1985.

## Biografia
Filho de Jacob Dalla e Maria Morão Dalla, Formou-se em Direito pela Universidade Federal do Espírito Santo. Foi deputado estadual (1962-1974), deputado federal (1975-1979) e senador (1979-1987) pelo Espírito Santo.
Foi presidente do Senado de 1983 a 1985, sendo que nesse período, presidiu o Colégio Eleitoral que elegeu como presidente Tancredo Neves.
Em dezembro de 1984, assinou um ato que efetivou 1 554 pessoas aos quadros da gráfica do Senado sem concurso público. Estima-se que a medida causou prejuízo superior a R$ 20 bilhões desde a efetivação.
Foi homenageado pelo Futebol Capixaba em 1979, com o nome de um torneio vencido pelo Vitória Futebol Clube.
Sua esposa, Lúcia Resende, é irmã de Eurico Resende, governador do Espírito Santo de 1979 a 1983.
Faleceu no dia 20 de agosto de 2006 em Guarapari, foi vítima de infarto fulminante.

## Homenagens
- Medalha do Mérito Municipalista da Associação Paulista De Municípios;
- Medalha Comemorativa do Sesquicentenário da Independência, conferida pela Empresa Capixaba de Turismo;
- Cidadão da Barra de São Francisco, Guaçuí, Mantenópolis e Guarapari - ES;
- Grande Oficial da Ordem do Rio Branco;
- Grande Oficial da Ordem do Mérito de Brasília;
- Medalha Mérito Tamandaré;
- Colar da Ordem do Congresso Nacional, no Grau Grão-Mestre (1983/1984).[4]